# NGC 2794
NGC 2794 (другие обозначения — UGC 4885, MCG 3-24-18, ZWG 91.37, PGC 26140) — спиральная галактика в созвездии Рака. Открыта Генрихом Луи д'Арре в 1866 году.
Диск галактики имеет не круглую, а эллиптическую форму со сплюснутостью более 0,1, даже с поправкой на наклон его к картинной плоскости. Галактика имеет активное ядро и тусклый спутник, с которым взаимодействует — NGC 2795. В галактике наблюдается источник радиоизлучения с типичным синхротронным спектром, размером не более 170 парсек, причём у изображения галактики в радиоволнах наблюдается «хвост». Излучение в линии H-альфа сосредоточено в спиральных рукавах, величина наклона диска галактики к картинной плоскости, оцененная по кинематике и по соотношению Талли — Фишера, довольно сильно различается: в первом случае это 26 градусов, во втором — 42.
Этот объект входит в число перечисленных в оригинальной редакции «Нового общего каталога».